# سايروس باغيو
سايروس باغيو (بالتاغالوغية: Cyrus Baguio)‏ مواليد 19 أغسطس 1980 في الفلبين، هو لاعب كرة سلة فلبيني. بدأ مسيرته الاحترافية في سنة 2003. يلعب في الرابطة الفلبينية لكرة السلة. يحمل الرقم 3. يبلغ طوله 6 قدم 2 بوصة (1.9 م). مثّل منتخب بلاده.

## المسيرة الاحترافية
لعب مع باراكو بول إنرجي في موسم 2008–2009، ثم لعب مع بارانجي جينبرا سان ميغيل في موسم 2009–2010، ثم لعب مع ألاسكا أيسز من سنة 2010 إلى 2016.